# Michael Goulian
Michael „Mike“ Goulian (* 4. September 1968 in Winthrop, Massachusetts) ist ein US-amerikanischer Kunstflugpilot und seit 2004 einer der Teilnehmer in der Red Bull Air Race Weltmeisterschaft.

## Karriere

### Anfänge
Goulian wurde in eine Familie hinein geboren, die seit 1964 eine Flugschule im Nordosten der Vereinigten Staaten besitzt.
Sein Vater Myron Goulian war Prüfer bei der Bundesluftfahrtbehörde der Vereinigten Staaten, der Federal Aviation Administration (FAA).

### Wettbewerbskunstflug
An seinem 16. Geburtstag absolvierte er seinen ersten Soloflug mit einer Cessna 150 und tauchte ein Jahr später ins Kunstfliegen ein. Mit 22 gewann er die US National Advanced Championship und mit 27 folgte der Titel bei den National Unlimited Championships. Außerdem arbeitete Goulian als Luftfahrtpilot, etablierte eine Kunstflugschule und ist Co-Autor der Bücherserie „Basic and Advanced Aerobatics“, welches ein Standardwerk in diesem Bereich ist. Er ist zudem einer von sieben Piloten, die bisher mit der dreifachen Ehrung für ihre Flugshows ausgezeichnet wurden: dem Art Scholl Memorial Award, dem Bill Barber Award und ICAS Sword of Excellence. Zudem ist Goulian ein Ehrenmitglied der legendären US Navy Blue Angels.
Goulian ist verheiratet und hat eine Tochter.

## Erfolge

### Red Bull Air Race Weltmeisterschaft

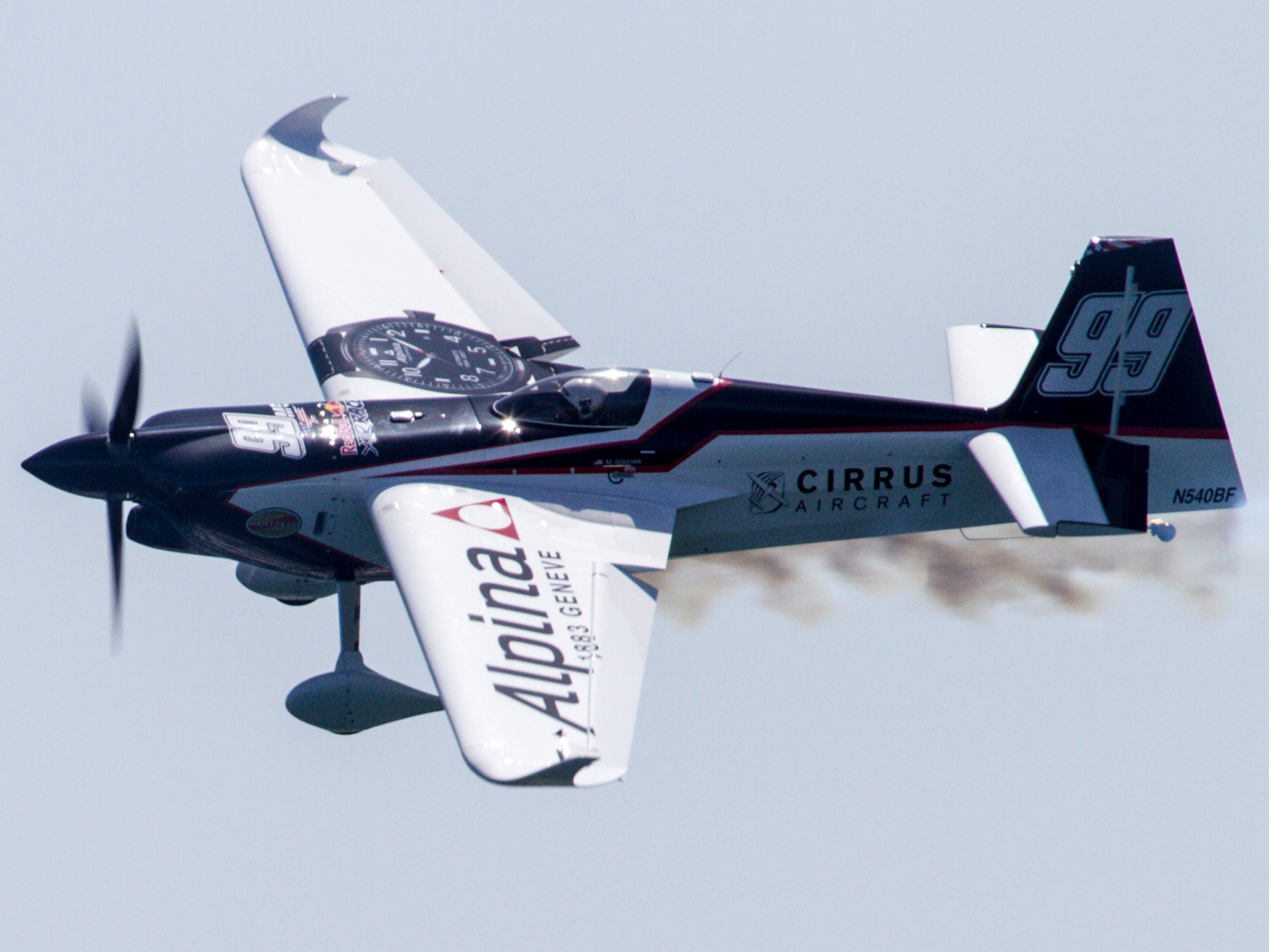
Edge 540 V2 von Michael Goulain beim Red Bull Air Race 2017 in Chiba - N540BF

Als einer der erfahrensten und ehrgeizigsten Piloten der Weltmeisterschaft hat der Amerikaner Michael Goulian einige Karriere-Highlights vorzuweisen, darunter auch sein denkwürdiger Sieg beim legendären Red Bull Air Race 2009 in Budapest.
Nach einem Orientierungsjahr 2015, in dem er sowohl auf neue Teammitglieder als auch auf ein neues Rennflugzeug baute, erzielte Team Goulian in den Saisons 2016 und 2017 beachtliche Resultate. In Kasan (2017) wurde er dann mit einer Podiumsplatzierung und Rang drei belohnt – es war ein durch die Bank nordamerikanisches Podium an der Seite von Kirby Chambliss und Pete McLeod.

#### 2004–2010
| Michael Goulian bei der Red Bull Air Race Weltmeisterschaft | Michael Goulian bei der Red Bull Air Race Weltmeisterschaft | Michael Goulian bei der Red Bull Air Race Weltmeisterschaft | Michael Goulian bei der Red Bull Air Race Weltmeisterschaft | Michael Goulian bei der Red Bull Air Race Weltmeisterschaft | Michael Goulian bei der Red Bull Air Race Weltmeisterschaft | Michael Goulian bei der Red Bull Air Race Weltmeisterschaft | Michael Goulian bei der Red Bull Air Race Weltmeisterschaft | Michael Goulian bei der Red Bull Air Race Weltmeisterschaft | Michael Goulian bei der Red Bull Air Race Weltmeisterschaft | Michael Goulian bei der Red Bull Air Race Weltmeisterschaft | Michael Goulian bei der Red Bull Air Race Weltmeisterschaft | Michael Goulian bei der Red Bull Air Race Weltmeisterschaft | Michael Goulian bei der Red Bull Air Race Weltmeisterschaft | Michael Goulian bei der Red Bull Air Race Weltmeisterschaft | Michael Goulian bei der Red Bull Air Race Weltmeisterschaft |
| Jahr                                                        | 1                                                           | 2                                                           | 3                                                           | 4                                                           | 5                                                           | 6                                                           | 7                                                           | 8                                                           | 9                                                           | 10                                                          | 11                                                          | 12                                                          | Punkte                                                      | Siege                                                       | Rang                                                        |
| ----------------------------------------------------------- | ----------------------------------------------------------- | ----------------------------------------------------------- | ----------------------------------------------------------- | ----------------------------------------------------------- | ----------------------------------------------------------- | ----------------------------------------------------------- | ----------------------------------------------------------- | ----------------------------------------------------------- | ----------------------------------------------------------- | ----------------------------------------------------------- | ----------------------------------------------------------- | ----------------------------------------------------------- | ----------------------------------------------------------- | ----------------------------------------------------------- | ----------------------------------------------------------- |
| 2004                                                        | DNP                                                         | DNP                                                         | 4.                                                          |                                                             |                                                             |                                                             |                                                             |                                                             |                                                             |                                                             |                                                             |                                                             | 3                                                           | 0                                                           | 6.                                                          |
| 2006                                                        | 6.                                                          | 9.                                                          | 5.                                                          | CAN                                                         | DNS                                                         | 4.                                                          | 5.                                                          | 5.                                                          | 6.                                                          |                                                             |                                                             |                                                             | 11                                                          | 0                                                           | 5.                                                          |
| 2007                                                        | 7.                                                          | DNS                                                         | 11.                                                         | 7.                                                          | CAN                                                         | 6.                                                          | DNS                                                         | 9.                                                          | 9.                                                          | 9.                                                          | CAN                                                         | 2.                                                          | 6                                                           | 0                                                           | 8.                                                          |
| 2008                                                        | 11.                                                         | 5.                                                          | 8.                                                          | CAN                                                         | 7.                                                          | 11.                                                         | 8.                                                          | 6.                                                          | CAN                                                         | 10.                                                         |                                                             |                                                             | 16                                                          | 0                                                           | 8.                                                          |
| 2009                                                        | 14.                                                         | 14.                                                         | 6.                                                          | 1.                                                          | 9.                                                          | 11.                                                         |                                                             |                                                             |                                                             |                                                             |                                                             |                                                             | 22                                                          | 1                                                           | 10.                                                         |
| 2010                                                        | 4.                                                          | 11.                                                         | 8.                                                          | 6.                                                          | 7.                                                          | 13.                                                         | CAN                                                         | CAN                                                         |                                                             |                                                             |                                                             |                                                             | 24                                                          | 0                                                           | 9.                                                          |
| Die Serie wurde zwischen 2011 und 2013 ausgesetzt           |                                                             |                                                             |                                                             |                                                             |                                                             |                                                             |                                                             |                                                             |                                                             |                                                             |                                                             |                                                             |                                                             |                                                             |                                                             |

#### 2014 –
| Jahr | 1   | 2   | 3   | 4   | 5   | 6   | 7   | 8   | Punkte | Siege | Rang |
| ---- | --- | --- | --- | --- | --- | --- | --- | --- | ------ | ----- | ---- |
| 2014 | DNS | 12. | 12. | 9.  | 12. | 11. | 10. | 6.  | 3      | 0     | 12.  |
| 2015 | 12. | 6.  | 4.  | 11. | 9.  | 7.  | 9.  | 6.  | 13     | 0     | 10.  |
| 2016 | 5.  | 10. | 13. | 10. | 4.  | 6.  | 10. | CAN | 19.75  | 0     | 10.  |
| 2017 | 6.  | 8.  | 5.  | 12. | 3.  | 10. | 14. | 7.  | 28     | 0     | 9.   |
| 2018 | 1.  | 3.  | 2.  | 4.  | 2.  | 12. | 1.  | 8.  | 73     | 2     | 3.   |
| 2019 | 3.  | 10. | 7.  | 9.  |     |     |     |     | 42     | 0     | 9.   |

(Legende: CAN = Abgesagt; DNP = Nicht teilgenommen; DNS = Nicht gestartet; DSQ = Disqualifiziert)